# Clepsis pelospila
Clepsis pelospila es una especie de polilla del género Clepsis, categorizada en la tribu Archipini, de la subfamilia Tortricinae.

## Distribución
Se distribuye por México.

## Taxonomía
Fue descrita por Meyrick en 1932 y publicada en (Tortrix), Exotic Microlepid. 4: 255.